# Nabój .45-70
.45-70 – amerykański nabój karabinowy, zaprojektowany w 1873 przez Springfield Armory.

## Nomenklatura
Całkowita nazwa naboju była wyrażana kombinacją .45-70-405, jednakże, w katalogach komercyjnych często widniał jako „.45 Government”. Kombinacja informowała o następujących cechach:
- .45 : kaliber (w calach) = 11.4 mm
- 70 : waga ładunku prochowego – 70 granów = 4.5 g
- 405 : waga ołowianego pocisku – 405 granów = 26.2 g

## Historia
Prekursorem naboju .45-70 był .50-70-425, przyjęty do użytku w 1866. Wiele karabinów ładowanych odprzodowo, o zamku kapiszonowym zostało zaadaptowanych do tego typu amunicji poprzez wbudowanie  zamka ładowanego odtylcowo. Nabój .50-70 był bardzo popularny wśród myśliwych, dzięki większej energii stopującej (patrz: balistyka końcowa), jednakże dowództwo wojskowe orzekło, że kula kalibru .45 będzie miała lepszą celność, zasięg i właściwości penetracyjne.
Rezultatem poszukiwań lepszego naboju, był pocisk .45-70. Podobnie jak .50-70, nowy nabój miał zapłon centralny. Wyprodukowano również wersję karabinkową o zmniejszonym ładunku prochowym (3,6 g).